# 1979-es Copa América (döntő)
Az 1979-es Copa América döntőjét három mérkőzésen, az asuncióni Defensores del Chaco, a santiagoi Estadio Nacional és a Buenos Aires-i Estadio José Amalfitani stadionokban játszották 1979. november 28-án, illetve december 5-én és 11-én.
A döntő egyik résztvevője Paraguay, ellenfele pedig Chile volt. Az első mérkőzést 3–0 arányban Uruguay, a visszavágót 1–0-ra Chile nyerte. A harmadik találkozó hosszabbítást követően 0–0-s döntetlennel zárult. Összesítésben 3–1-gyel Paraguay lett a tornagyőztes.

## Út a döntőig
| Csapat   | M | Gy | D | V | G+ | G– | Gk | P |
| -------- | - | -- | - | - | -- | -- | -- | - |
| Paraguay | 4 | 2  | 2 | 0 | 6  | 3  | +3 | 6 |
| Uruguay  | 4 | 1  | 2 | 1 | 5  | 5  | 0  | 4 |
| Ecuador  | 4 | 1  | 0 | 3 | 4  | 7  | –3 | 2 |

| Csapat    | M | Gy | D | V | G+ | G– | Gk  | P |
| --------- | - | -- | - | - | -- | -- | --- | - |
| Chile     | 4 | 2  | 1 | 1 | 10 | 2  | +8  | 5 |
| Kolumbia  | 4 | 2  | 1 | 1 | 5  | 2  | +3  | 5 |
| Venezuela | 4 | 0  | 2 | 2 | 1  | 12 | –11 | 2 |

## Mérkőzés
| 1979. november 28. |

| Paraguay                | 3–0   | Chile |
| ----------------------- | ----- | ----- |
| Romero 12' M. Morel 36' | (2–0) |       |

| Defensores del Chaco, Asunción Nézőszám: 40 000 Játékvezető: Luis Gregorio da Rosa (uruguayi) |

| 1979. december 5. |

| Chile     | 1–0   | Paraguay |
| --------- | ----- | -------- |
| Rivas 10' | (1–0) |          |

| Estadio Nacional, Santiago Nézőszám: 55 000 Játékvezető: Ramón Barreto (uruguayi) |

| 1979. december 11. |

| Paraguay | 0–0      | Chile |
| -------- | -------- | ----- |
|          | ((h.u.)) |       |

| Estadio José Amalfitani, Buenos Aires Nézőszám: 6 000 Játékvezető: Arnaldo Coelho (brazil) |

| Az 1979-es Copa América győztese |
| -------------------------------- |
| PARAGUAY 2. cím                  |